# Fabryka Maszyn i Lejarnia Żelaza Napoleona Urbanowskiego w Poznaniu
Fabryka Maszyn i Lejarnia Żelaza Napoleona Urbanowskiego – nieistniejąca fabryka maszyn rolniczych i odlewnia żelaza Napoleona Urbanowskiego, działająca w latach 1872–1902, usytuowana przy ul. Kolejowej na Łazarzu w Poznaniu.

## Historia
W 1872 roku Napoleon Urbanowski wraz z Zygmuntem Niegolewskim pochodzącym z Niegolewa, uruchomił fabrykę maszyn rolniczych i lejarnię żelaza. Przy fabryce powstał skład lokomobil, młocarni i żniwiarek. Przedsiębiorstwo działało pod nazwą „N. Urbanowski & Co.”. Zabudowania fabryczne pobudowano na terenie ówczesnej wsi Święty Łazarz. W pobliżu zakładu znajdował się dworzec Towarzystwa Kolei Marchijsko-Poznańskiej (niem. Märkisch-Posener Eisenbahn Gesellschaft) z którego odchodziła bocznica kolejowa do fabryki. Oficjalne otwarcie przedsiębiorstwa, połączone z ceremonią poświęcenia przez proboszcza parafii św. Wojciecha w Poznaniu Franciszka Bażyńskiego, nastąpiło 14 listopada 1872 roku. Od 1 kwietnia 1873 roku, kiedy do spółki wszedł Józef Romocki, zakład zmienił nazwę na „Urbanowski, Romocki i S.ka.”.
Początkowo produkowano m.in. różnego typu pługi, brony, pompy, walce, siewniki, cylindry do sortowania ziemniaków i urządzenia do wydobywania torfu. Jednakże w krótkim czasie przestawiono produkcję na wytwarzanie maszyn przemysłowych, wykorzystywanych także w przemyśle wydobywczym ropy naftowej. W 1884 roku wyposażono fabrykę w młot parowy, pierwsze takie urządzenie działające w Poznaniu. Sztandarowym produktem przedsiębiorstwa stały się kotły parowe, wykorzystywane m.in. w przemyśle gorzelniczym. Produkowano całkowite wyposażenie gorzelni. Pod koniec lat 80. XIX wieku fabryka stała się potentatem w wytwarzaniu urządzeń wyposażenia gorzelni i kompleksowej budowy tychże zakładów na terenie miasta i okolic. Zakład Urbanowskiego specjalizował się także w budowie młynów, cukrowni, tartaków i krochmalni. W 1891 roku dla Poznańskiego Spirytusowego Towarzystwa Akcyjnego (niem. Posener Sprit-Aktien Gesselschaft), (późniejszy Akwawit przy ul. Bóżniczej), wykonano cylindryczny zbiornik do przechowywania spirytusu o pojemności ok. 650 tys. litrów.
17 sierpnia 1894 roku fabrykę, w drodze kupna, przejęli synowie właściciela Czesław i Witold Urbanowski. W 1894 roku przedsiębiorstwo uczestniczyło w Powszechnej Wystawie Krajowej we Lwowie, gdzie otrzymało złoty medal wystawy. Brało także udział w Prowincjonalnej Wystawie Przemysłowej w 1895 roku w Poznaniu, gdzie otrzymało medal srebrny.
W 1902 roku fabrykę i odlewnię zlikwidowano. Następnie na terenie fabrycznym działały m.in. zakłady Zeylanda i fabryka wyrobów miedzianych Józefa Dziabaszewskiego. Od 1912 roku zabudowania po fabryce Urbanowskiego zajęła Fabryka Maszyn Rolniczych Nitsche i Sp..